# Museumshafen Büsum
Le Museumshafen Büsum est un port-musée situé dans le port de Büsum (Schleswig-Holstein) sur la côte allemande de la mer du Nord. Après la fondation du Museumshafen Büsum e.V. le 7 juin 2001 par 24 citoyens de la ville, le bassin portuaire I de Büsum Alte Hafen (vieux-port) a été converti en port-musée.
L'association prend en charge les embarcations de la navigation commerciale qui ont été mises hors service  et qui sont acquises, restaurées, présentées et maintenues en service. Cette action permet de sauvegarder l'histoire maritime du vieux port historique afin de pouvoir démontrer à la génération actuelle de manière exemplaire ce que ressemblait la navigation commerciale sur la côte ouest du Schleswig-Holstein.

## Zone portuaire

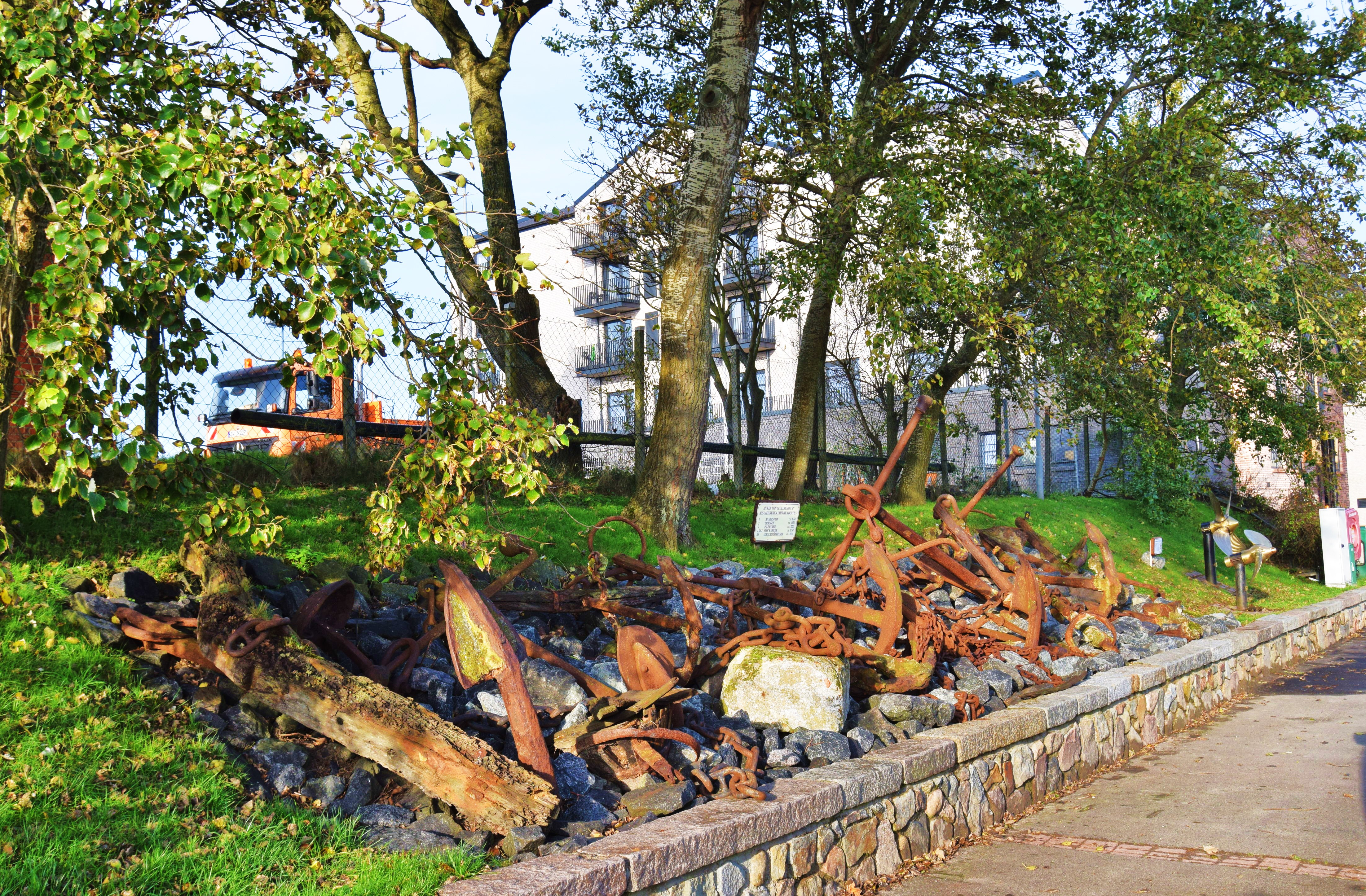
Le cimetière d'ancre au port du musée

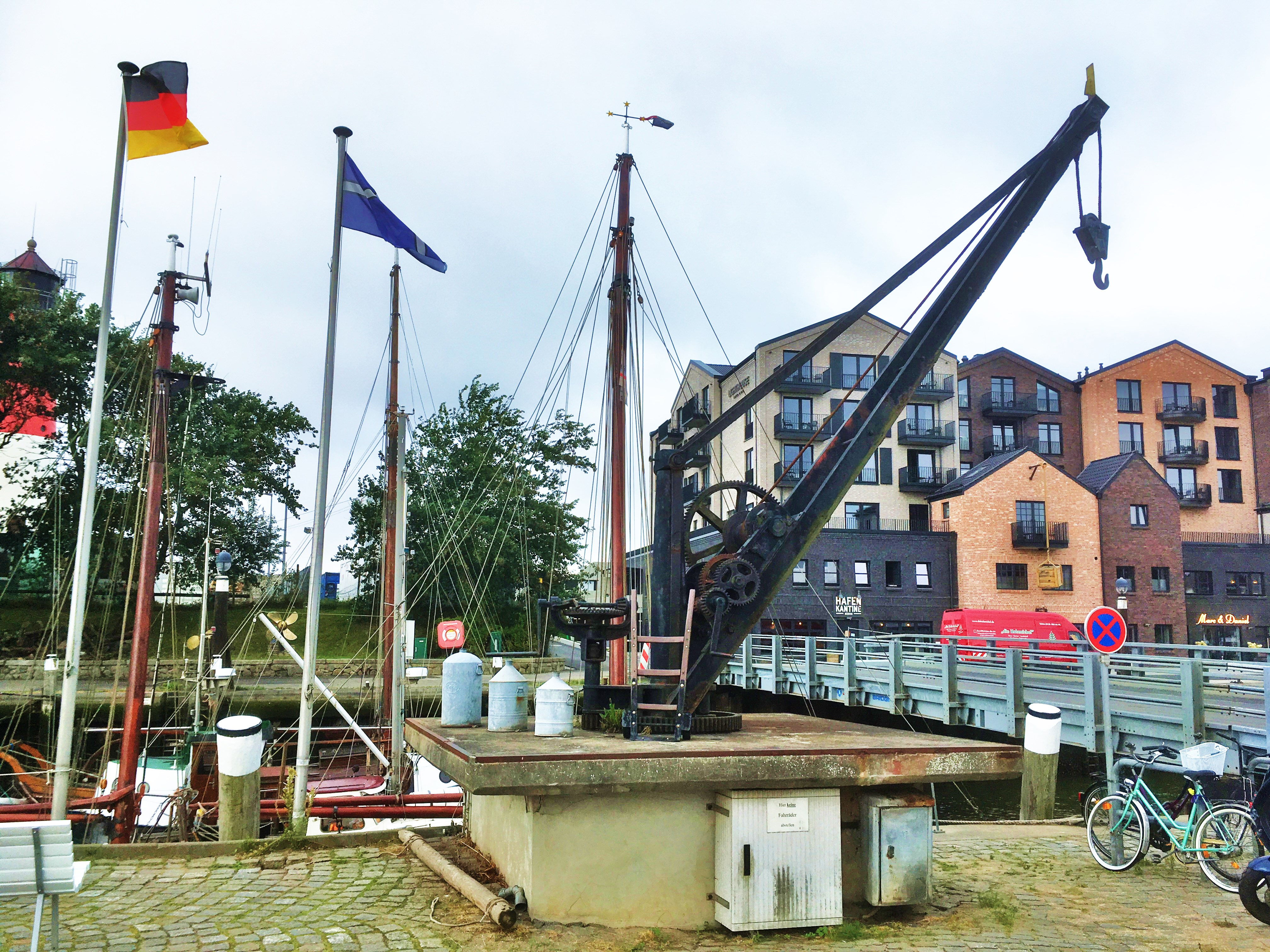
Grue du vieux port de 1921

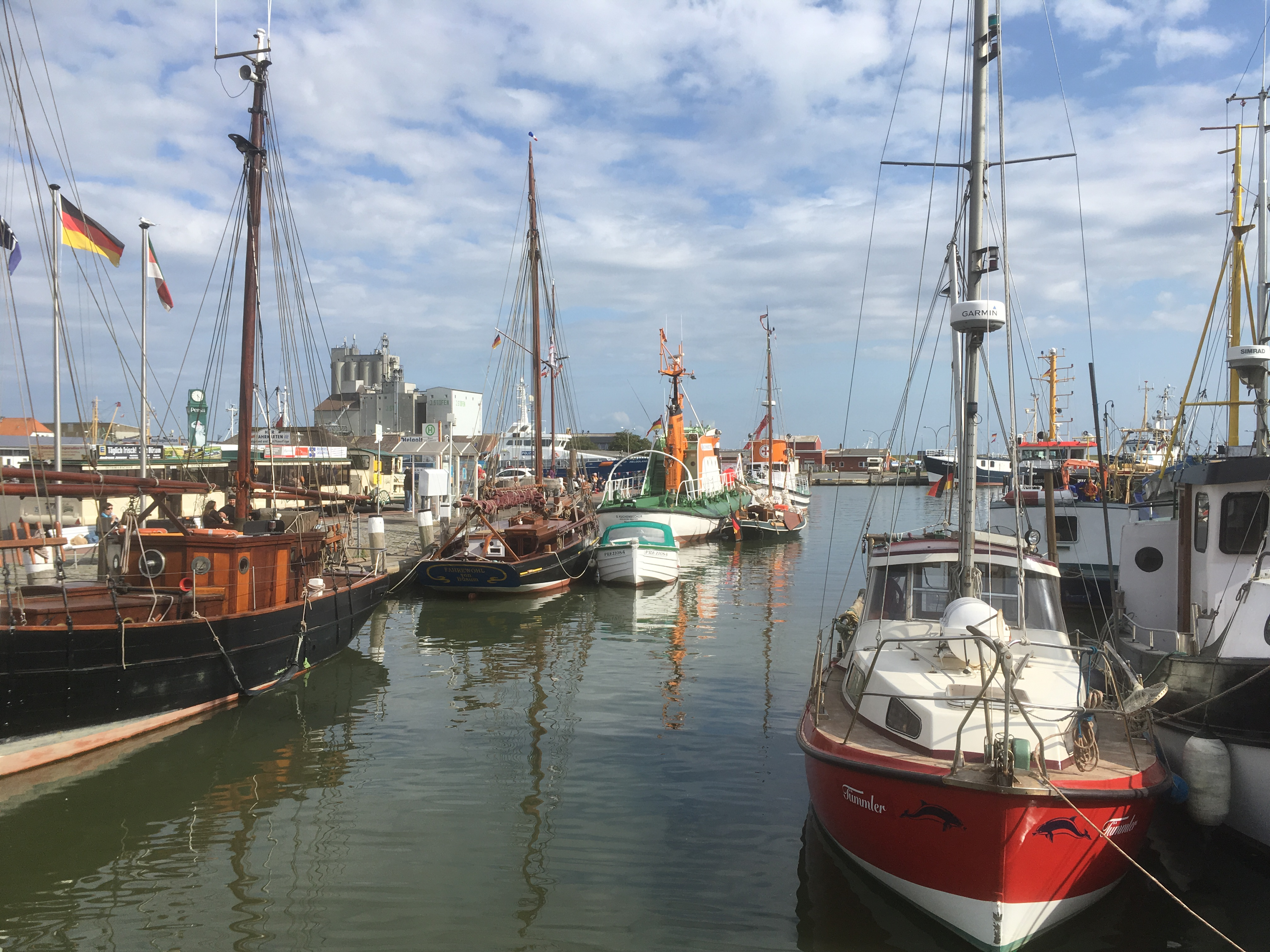
Les postes d'amarrage du port

Le bassin portuaire I est le plus proche du centre-ville et de la plage. Le caractère touristique du vieux-port s'est développé autour de l' Hotel Lighthouse avec une rangée de boutiques, principalement utilisées par les marchands de souvenirs. En face du côté étroit du port, il y a un large escalier qui relie le port au niveau de la digue avec le Büsumer Tonhof et le phare. Autour du port, il y a aussi des sites présentant le passé maritime:
- Le cimetière d'ancre abrite des ancres de différents types de plusieurs siècles; un panneau d'affichage nomme les expositions individuelles.
- Une charrette Schottsche (de) [1], telle qu'elle était autrefois utilisée dans la zone portuaire pour transporter des poissons et des crevettes ainsi que deux autres chariots Schottsche .
- La première balise de signalisation d'avant la mise en service du phare en 1913 : une structure en bois de forme carrée qui portait une lampe à pétrole et était en service depuis 1878.
- Une vieille grue manuelle qui servait à charger et gréer les navires, datant de l'époque de la construction de la flotte de pêche. L'Office d'État pour la préservation des monuments du Schleswig-Holstein a reconnu la grue portuaire du vieux-port comme monument culturel et l'a incluse dans la liste des monuments de l'État du Schleswig-Holstein sous le numéro d'objet 51465.
- L'un des anciens feux de jetée à l'entrée du port de 1938 a été utilisé comme phare miniature depuis 2003 à l'angle entre le port-musée et le bassin portuaire II. Un boulet de canon y est exposé et proviendrait de la bataille navale au cours de laquelle des canonnières danoises et anglaises ont attaqué Büsum le 3 septembre 1813.
- Le Museum am Meer (de) (Musée de la Mer) se trouve tout près du site du vieux port [2].

## Navires présentés
- Le canot de sauvetage Rickmer Bock, commandé sous le nom de Hindenburg en 1944, mais rebaptisé Geheimrat Heinrich Gerlach la même année. Le bateau porte son nom actuel depuis 1951 et a été utilisé jusqu'en 1981, puis a été un navire musée à Brême pendant 20 ans et est revenu  à Büsum en 2003.
- Le cotre de pêche (Finkenwerder Hochseekutter) HF 316 Margaretha, construit en chêne en 1911 à Hambourg.
- Le navire de sauvetage G. Kuchenbecker, de la classe 19-m de la Société allemande de sauvetage (DGzRS) construit en 1969.
- Le plus ancien cotre de pêche à la crevette Fahrewohl, construit en 1912.
- Le ketch Feuerland, construit en 1927 pour les expéditions de l'explorateur Gunther Plüschow.

## Galerie

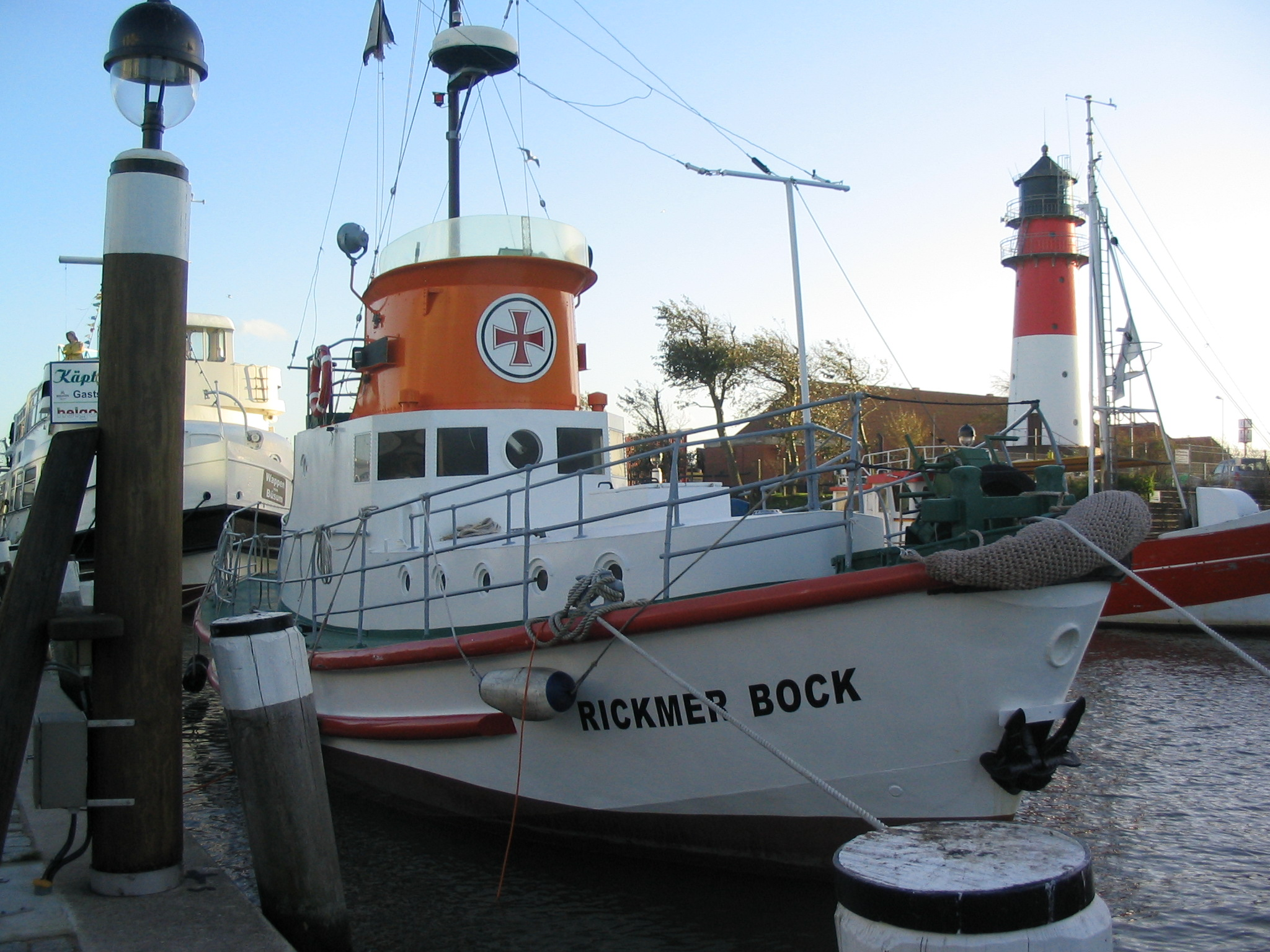
Rickmer Bock
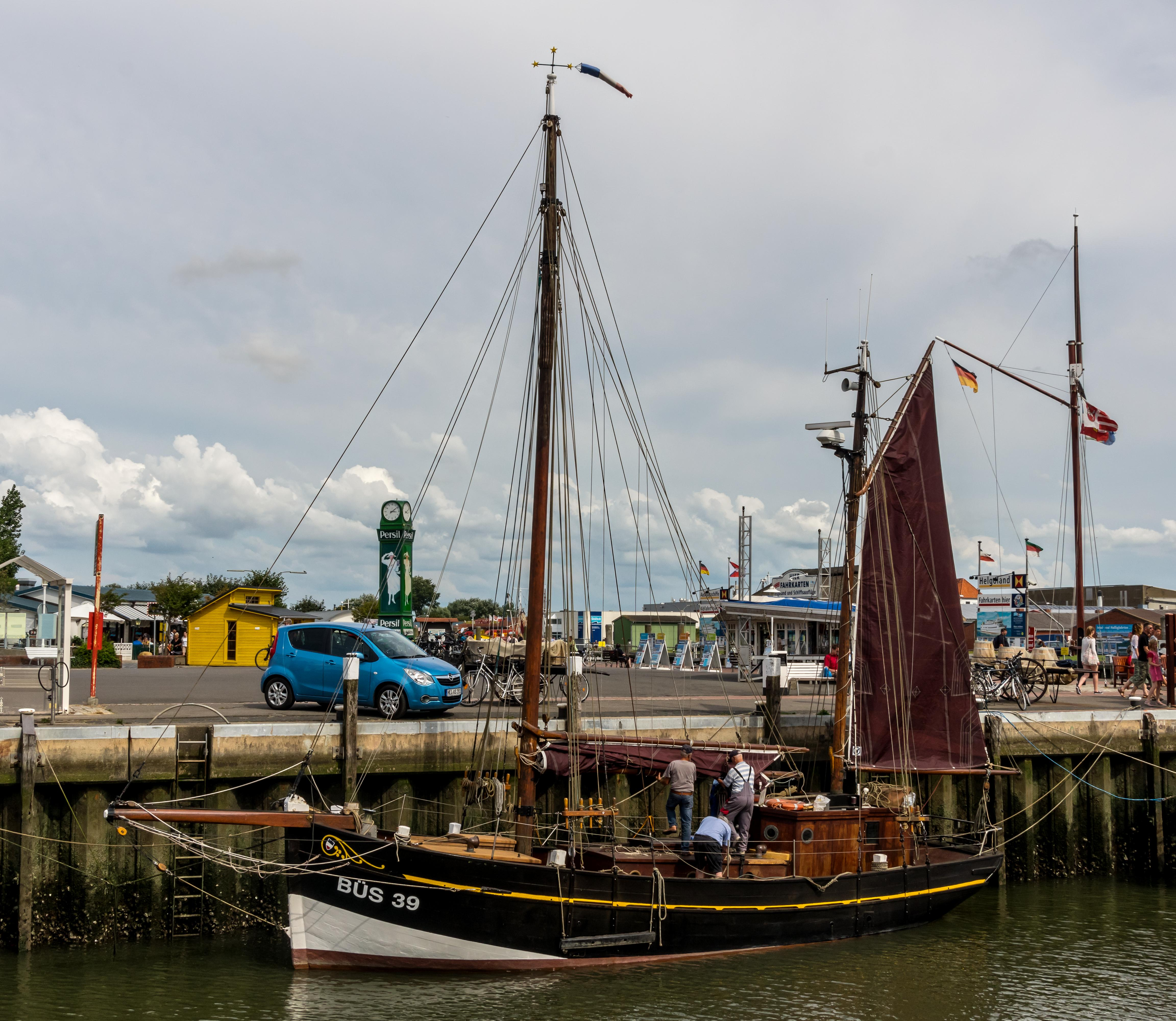
Margaretha
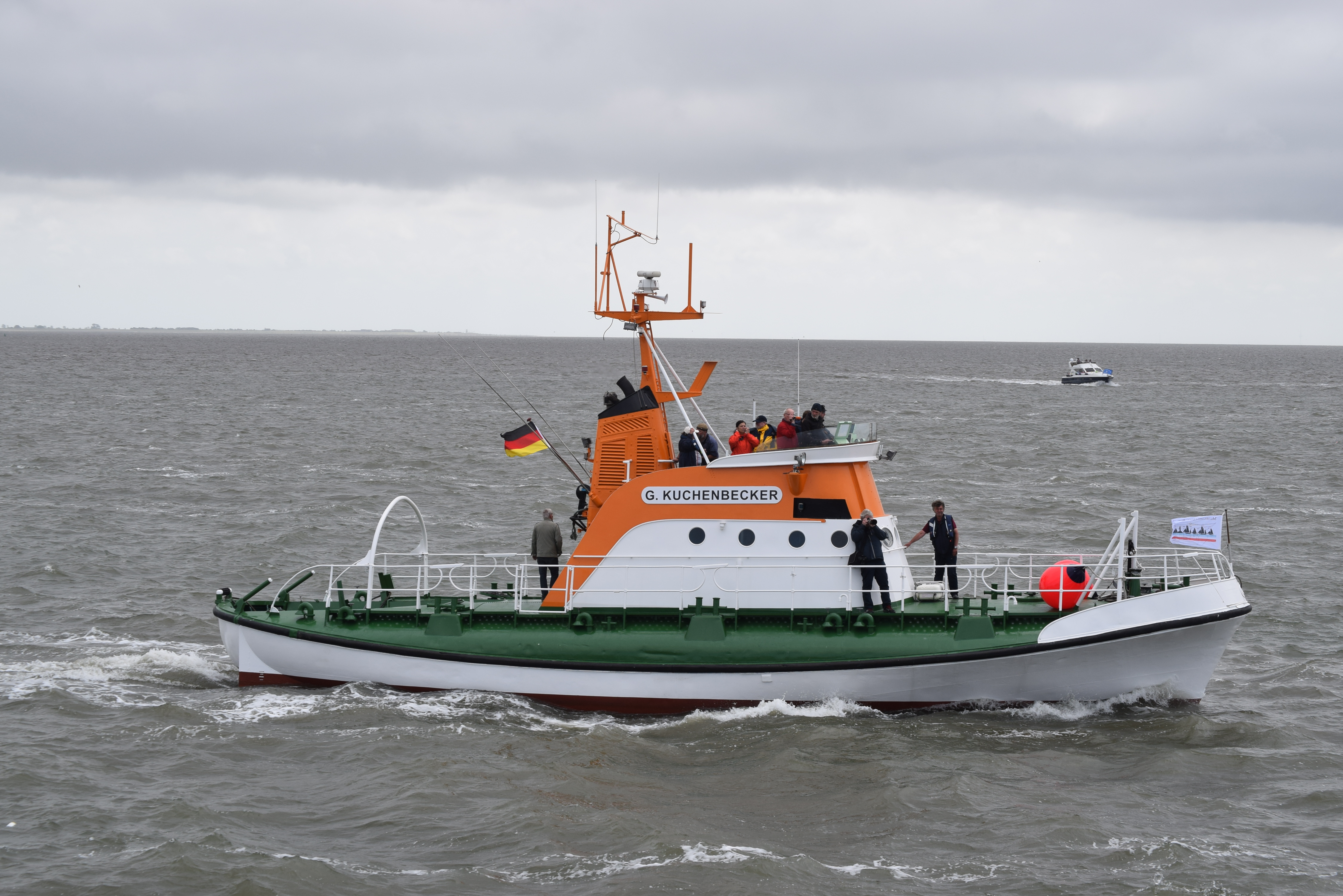
SRK G. Kuchenbecker
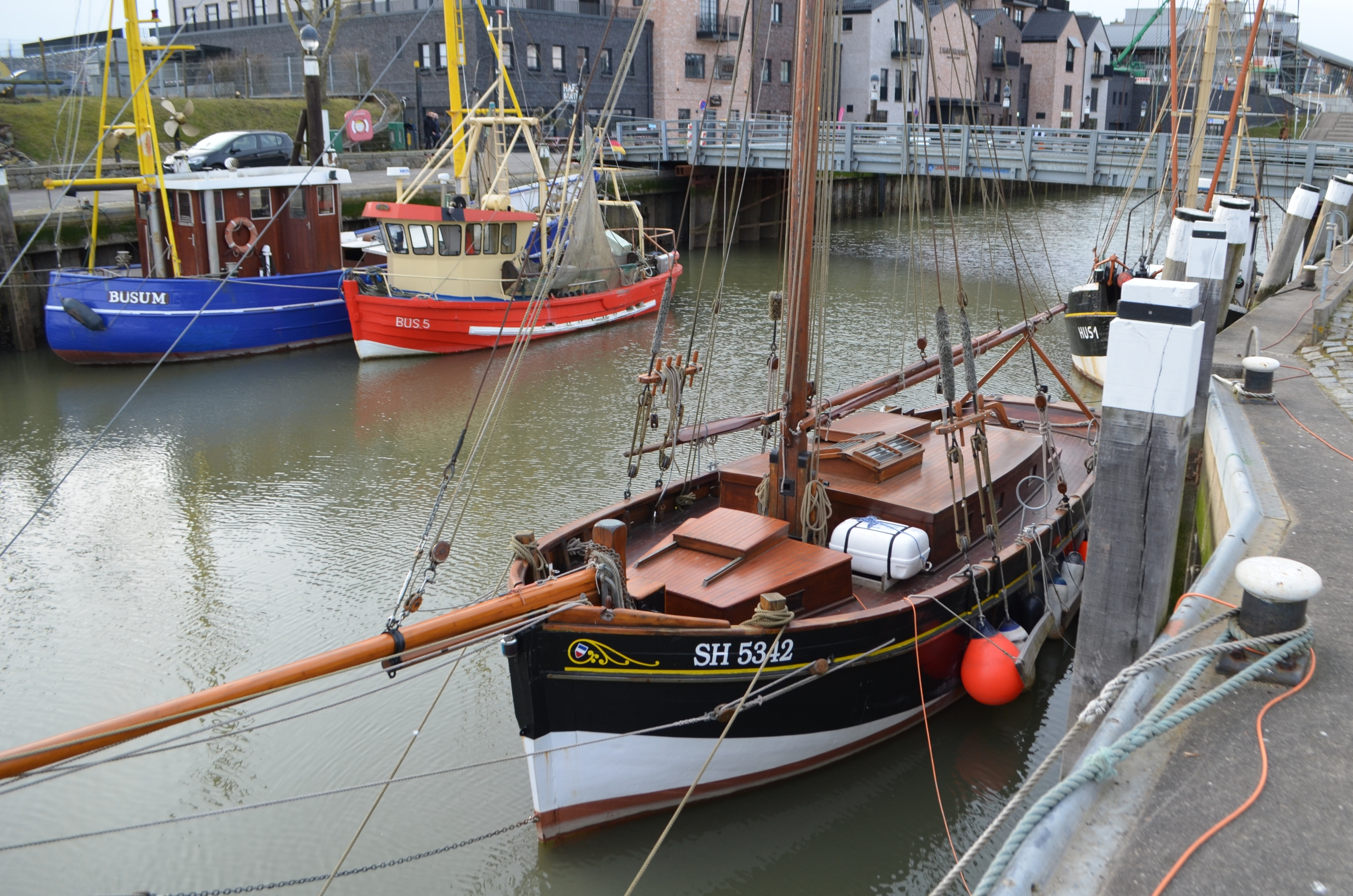
Fahrewohl
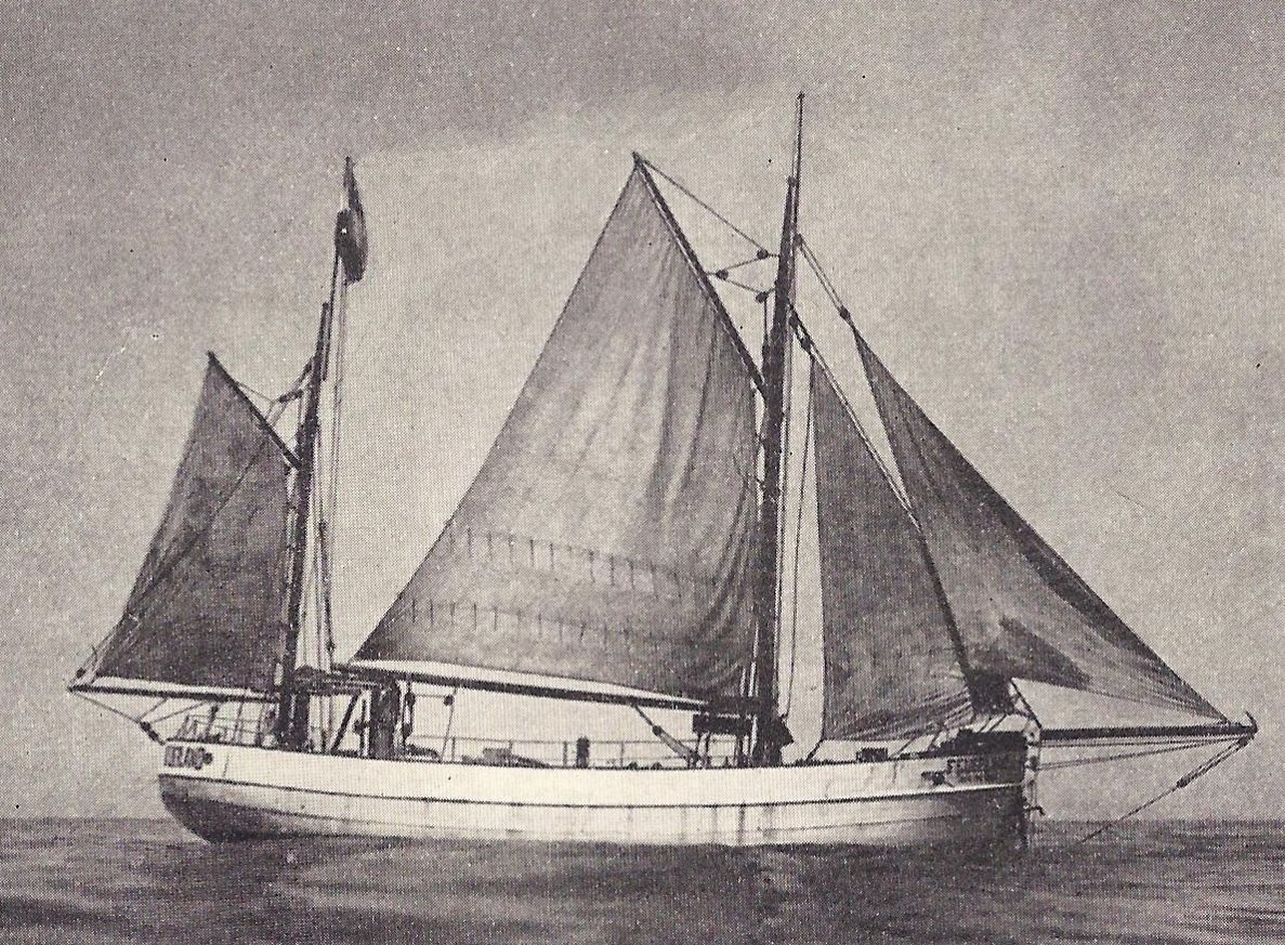
Gravure du Feuerland (1928)